# アマノガワ
「アマノガワ」は、2009年7月22日に発売されたghostnoteの4枚目のシングル。

## 解説
前作「I、愛、会い」から8ヶ月でのリリースとなるシングル。
初回生産限定盤には、ミュージッククリップDVDが付く。

## 収録曲

### CD
全作詞・作曲：大平伸正
1. アマノガワ
編曲：ghostnote
  - 「ゆめタウン広島」CMソング
  - 魔法のiらんどケータイ小説「蜃気楼～At first light～」テーマソング
  - 三重テレビ『キンさばっ!! -近所の裁き-』エンディングテーマ
  - RSKテレビ『ユタンポ』エンディングテーマ
2. 桜道
編曲：ghostnote

### DVD
1. アマノガワ（Music Clip）
2. 桜道（Music Clip）